# Misawa

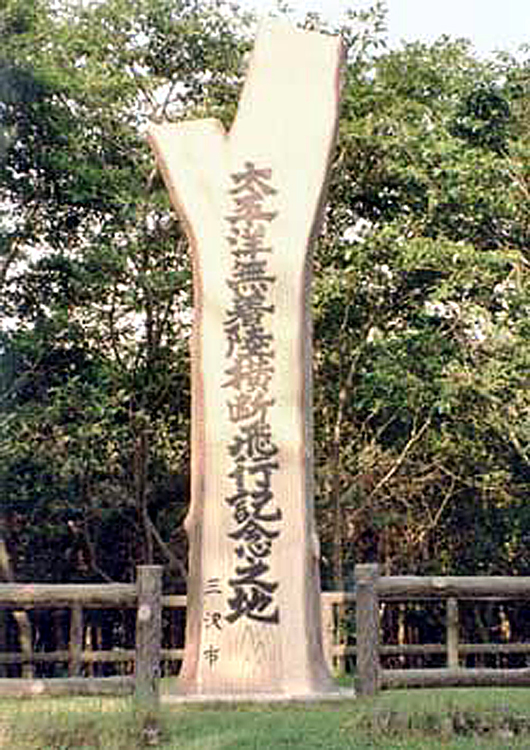
Monumento comemorativo do voo de Miss Veedol

Misawa (三沢市; -shi) é uma cidade japonesa, possui uma grande quantidade de famílias tradicionais, a cidade surgiu com a dissolução de clãs samurais, dividindo-se em pequenas vilas e aldeias, está localizada na província de Aomori, na região de Tohoku.
Em 2003 a cidade tinha uma população estimada em 42,799 habitantes e uma densidade populacional de 356,75 h/km². Tem uma área total de 119,97 km².
Recebeu o estatuto de cidade a 1 de Setembro de 1958.
A cidade suporta uma plataforma aérea  da Força Aérea dos Estados Unidos. A história da aviação está, aliás, ligada a Misawa, já que foi daqui que partiu o primeiro voo transpacífico (a atravessar o Oceano Pacífico), sem paragens, no avião Miss Veedol.

## Cidades-irmãs
- Wenatchee, Estados Unidos (1981)
- East Wenatchee, Estados Unidos (2001)